# Dammer Bergsee
Der Dammer Bergsee ist ein See und ein Naturschutzgebiet bei der Stadt Damme im niedersächsischen Landkreis Vechta. Das 1,05 km² große Schutzgebiet mit der Kennzeichennummer NSG WE 222 steht seit 1995 unter Naturschutz. Es liegt im Höhenzug Dammer Berge und ist Teil des FFH-Gebietes 317 „Dammer Berge“. Der See selbst, der 2 km nördlich des Stadtkerns von Damme liegt, war noch in den 2000er Jahren ca. 700 m breit, ca. 560 m lang und durchschnittlich 3,20 m tief. Bereits damals zeichnete sich allerdings ab, dass der See tendenziell schrumpft. Diese Schrumpfung wurde durch den Wassermangel der Jahre 2018 bis 2020 beschleunigt.

## Geschichte
Der See entstand in den Jahren 1952 bis 1967 als Großer Klärteich des Dammer Eisenerzbergbaus. Auf Initiative des Landkreises Vechta wurden 1974 bis 1975 erste Aufforstungen und Anpflanzungen durchgeführt. Nach fehlgeschlagenen Versuchen, Birken anzupflanzen, hielt sich ab Ende der 1980er Jahre ein kleiner Birkenwald am Nordrand der Halde. Dort finden sich inzwischen Kleines Wintergrün oder Breitblättriger Stendelwurz. Botaniker wie Johannes Wagner und Paul Olberding erkannten und beschrieben die herausragende Bedeutung des unter touristischen Nutzungsstress geratenden Gebietes. 1991 wollte der Landkreis Vechta das tonige Material der Abraumhalde als Abdichtung der Mülldeponie Tonnenmoor bei Vechta abtragen lassen. Paul Olberding und Johannes Wagner, später auch Torsten Laumann und die neugegründete Kreisgruppe Vechta des Naturschutzbundes setzten sich für den Erhalt und die Umwandlung in ein Naturschutzgebiet ein. Am 21. April 1995 wurde das Gebiet nach jahrelangen Auseinandersetzungen als Naturschutzgebiet „Dammer Bergsee“ ausgewiesen. Zu dieser Zeit waren dort 241 Farn- und Blütenpflanzen bekannt.

## Limnologie
Das NSG Dammer Bergsee beherbergt drei Stillgewässer: den Bergsee, den Kleinen Klärteich und den Ziegeleiteich. Gemeinsam ist den Gewässern, dass sie von Menschen angelegt wurden. 

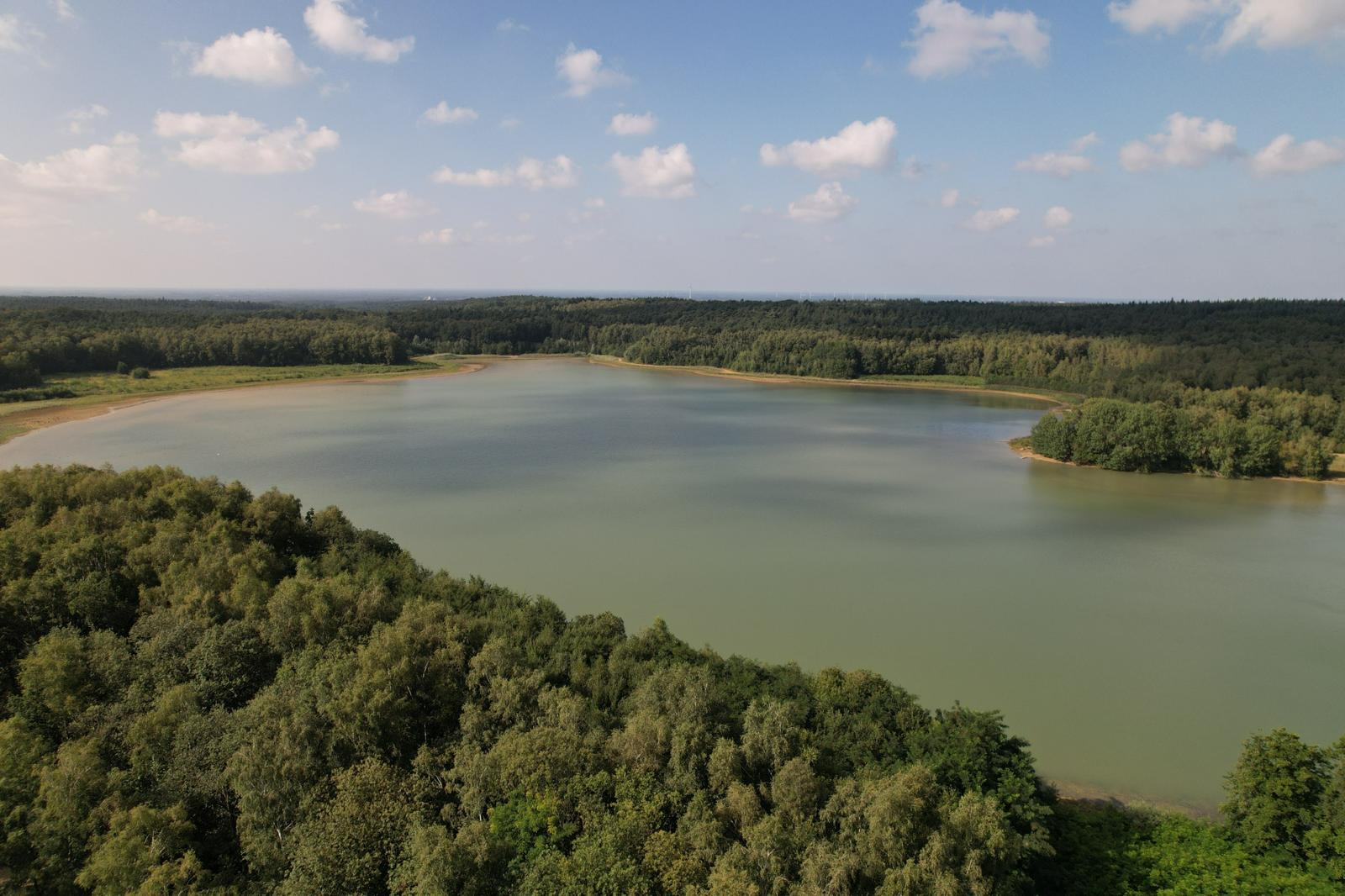
Der Dammer Bergsee aus der Luft

Der Dammer Bergsee ist kein Moränensee, obwohl er inmitten der Stauchendmoränen-Landschaft der Dammer Berge liegt, einer durch die Saaleeiszeit geprägten Landschaft. Ihm fehlen, wie auch seinen Nachbargewässern, Zu- und Abflüsse und eine Verbindung zum Grundwasserhorizont. Er ist aufgrund seiner relativ geringen Tiefe streng genommen kein See, sondern ein Teich. Seine Wasserstände können saisonal stark schwanken. Im Sommer kann der Bergsee Temperaturen von bis zu 30 °C erreichen. Infolge relativ hoher durchschnittlicher Windgeschwindigkeiten über der offenen Wasserfläche werden die Wasserschichten des Bergsees ständig umgewälzt, so dass seine Sauerstoffsättigung bis zum Boden sehr gut ist. Der pH-Wert liegt bei 8-8,5.
Der Bergsee und seine beiden Nachbargewässer werden extensiv als Angelgewässer genutzt und wurden zu diesem Zweck in der Vergangenheit mehrfach mit Fischbeständen besetzt. Geangelt werden können Aale (Anguilla anguilla), Barsche (Perca fluviatilis), Hechte (Esox lucius), Schleie (Tinca tinca), Spiegelkarpfen (Cyprinus carpio), Zander (Stizostedion lucioperca) und diverse Weißfischarten.

## Flora

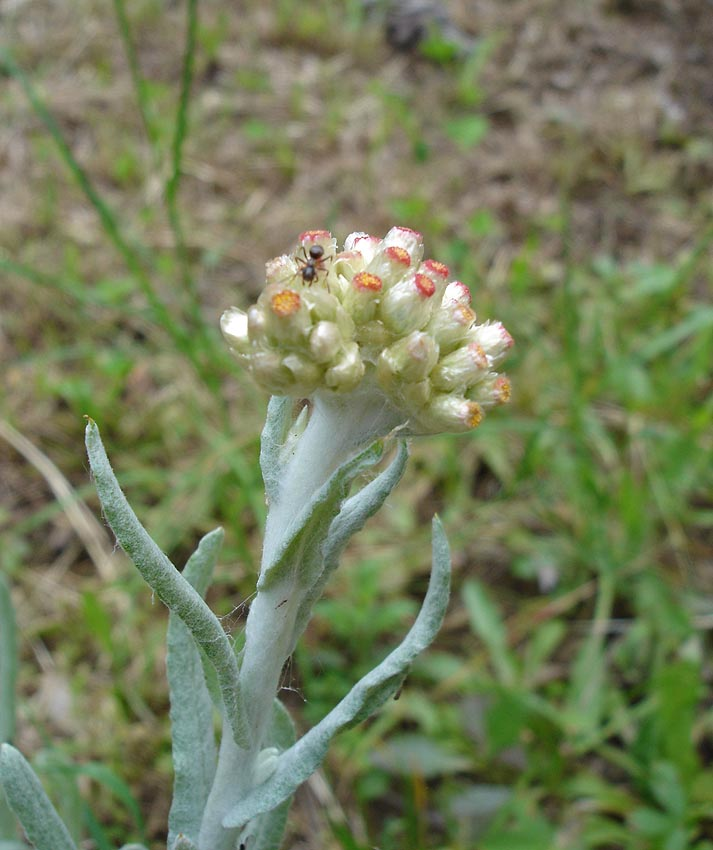
Pseudognaphalium luteoalbum

Seither wurden Arten wie Italienischer Aronstab, Berg-Haarstrang, Savoyer Habichtskrautes oder Kleine Bibernelle, Büschel-Nelke, Aufgeblasenes Leimkraut und Echter Ackerfrauenmantel nachgewiesen. Mehr als 360 verschiedene Pflanzenarten waren 2006 registriert, darunter seltene Arten wie das Strand-Tausendgüldenkraut, das Gelblichweiße Ruhrkraut (Pseudognaphalium luteoalbum) oder das Hain-Greiskraut (Senecio nemorensis). Neben Orchideen finden sich dreizehn Farnarten, darunter Bergfarn (Lastrea limbosperma), Hirschzunge (Phyllitis scolopendrium) und Eichenfarn (Gymnocarpium dryopteris) nachweisen; hinzu kommen umfangreiche Bestände von Sumpffarn (Thelypteris palustris), Natternzunge (Ophiglossum vulgatum) und Gemeinem Frauenfarn (Athyrium filix-femina).
Auf der Abraumhalde gedeihen Silber- und Golddisteln (Carlina acaulis und Carlina vulgaris), dann die eher in gebirgigeren Regionen vorkommende Ästige Graslilie (Anthericum racemosum). Die als stark gefährdet geltende Knäuel-Glockenblume (Campanula glomerata) und die Aufrechte Waldrebe (Clematis recta) sind hier ebenfalls zu finden, ebenso wie das Kleine Filzkraut (Filago minima) und das Wimper-Perlgras (Melica ciliata). Als Vertreter der Trockenrasen-Gesellschaften sind auf der Halde ebenfalls Wirbeldost (Clinopodium vulgare), Kleiner Wiesenknopf (Sanguisorba minor ssp. minor), Wiesen-Salbei (Salvia pratensis) und Tauben-Skabiose (Scabiosa columbaria) anzutreffen.
Die Waldlandschaften bergen Bestände von Kleinem Wintergrün (Pyrola minor), des zuweilen als Unterart des Fichtenspargels betrachteten Buchenspargels (Monotropa hypophagea), aber auch der Rote Fingerhut (Digitalis purpurea) findet hier geeignete Standorte.
Für den Schutz gefährdeter Pflanzenarten ist es vor allem wegen der Überreste des 1967 aufgegebenen Eisenerzbergbaus besonders wertvoll. Am Rande von künstlichen Stillgewässern, die der Erzwäsche dienten, auf Spülfeldern und einer Bergehalde haben sich aufgrund der extremen Standortverhältnisse sehr viele seltene Pflanzen angesiedelt, darunter etliche Orchideenarten.
Der Landkreis Vechta ist als untere Naturschutzbehörde zuständig.

## Fauna
In den Dammer Berge leben 13 Fledermausarten, von denen Wasser- und Teichfledermaus, Kleine Bartfledermaus, Mausohr und Bechsteinfledermaus, Abendsegler, aber auch Zwerg- und Mückenfledermaus im Gebiet vorkommen. Die einstigen Versorgungsstollen des Bergwerkes „Porta Damme“ und die Bunker auf dem Muna-Gelände bieten zahlreiche Schlafplätze, die auch andere Fledermausarten zur Überwinterung nutzen. So ließen sich Braunes und Graues Langohr, Breitflügelfledermaus und Fransenfledermaus, sogar die überaus seltene Mopsfledermaus nachweisen. Unter den Mardern sind die Mauswiesel und Hermeline häufig, aber auch Iltis, Stein- und Baummarder kommen vor. Die Bestände der Dachse nehmen zu. Weitere Säugetiere sind Eichhörnchen, Kaninchen und Feldhase, der Rotfuchs und das Wildschwein, Igel und Maulwurf, Reh und Damhirsch, eine Art, die in den Dammer Bergen eingebürgert wurden, ebenso wie Marderhund, Waschbär und Amerikanischer Nerz, die nach Ansiedlung durch Menschen aus anderen Gebieten eingewandert sind.
Mehr als 160 Vogelarten wurden bisher nachgewiesen, 77 Arten sind als Brutvögel beheimatet.
Hinzu kommen drei Eidechsen-, drei Molch- und drei Froschlurcharten sowie die Ringelnatter. In größerer Zahl trifft man Zauneidechse und Kamm-Molch an, aber auch der Kleine Wasserfrosch (Rana lessonae), der auf der Roten Liste Niedersachsen als stark gefährdet eingestuft wurde.

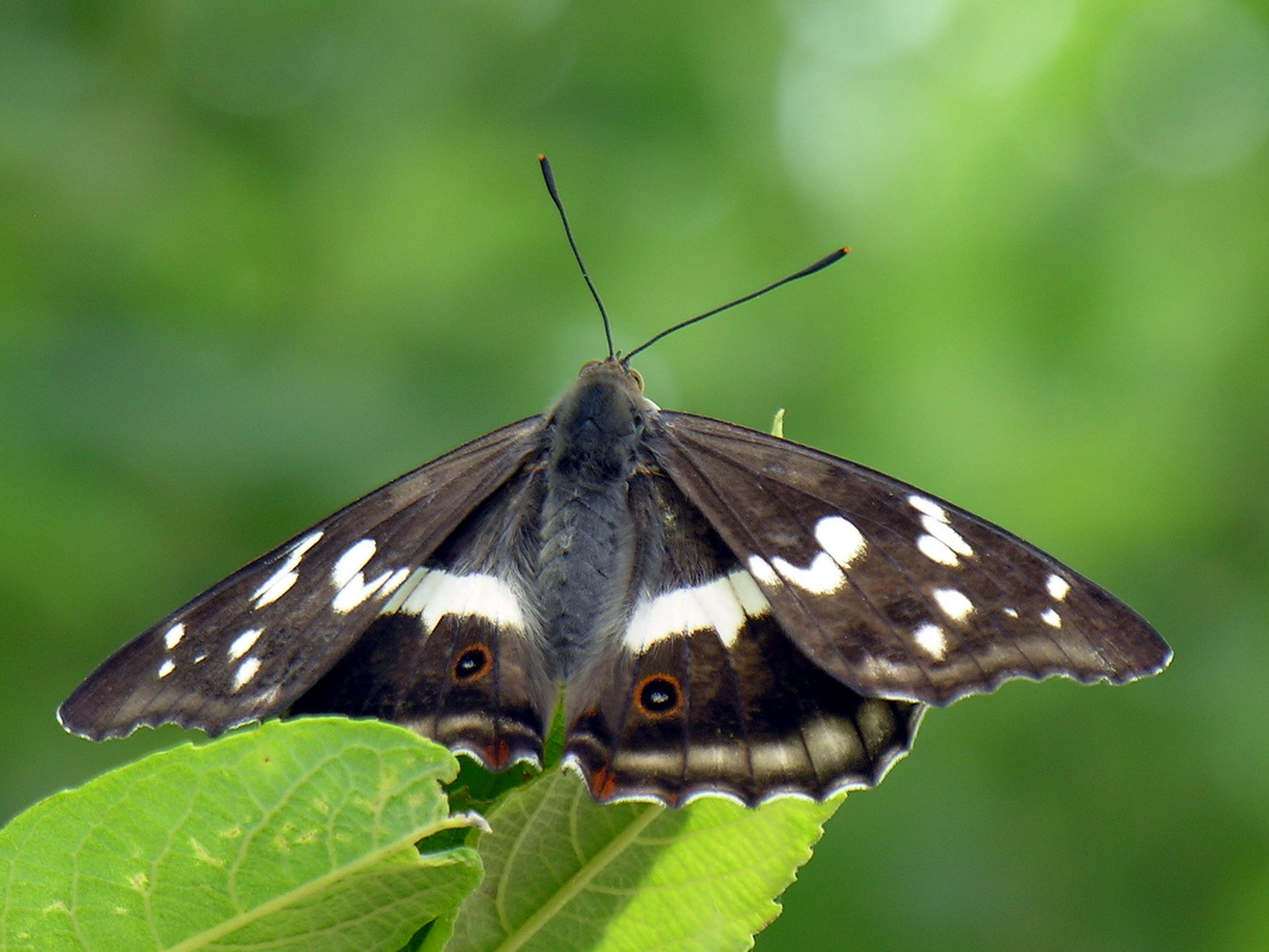
Apatura iris

Aus der Käferfamilie finden sich der Hirschkäfer und der Nashornkäfer, für die die  Dammer Berge als FFH-Schutzgebiet eingerichtet wurden, Areale, die unmittelbar an das  Naturschutzgebiet „Dammer Bergsee“ anschließen. Auch Schmetterlinge, wie der Große Schillerfalter (Apatura iris), treten wieder auf, ebenso wie typische Waldschmetterlinge (Admiral, Trauer- und Kaisermantel usw.). An Nachtschmetterlingen findet sich der Mittlere Weinschwärmer oder das Taubenschwänzchen.

## Naherholungs- und Fernwandergebiet
Das Umfeld des Sees ist ein beliebtes Naherholungsgebiet. In seiner unmittelbarer Nähe verlaufen von Spaziergängern, Sportlern und Radfahrern, teilweise auch von forstwirtschaftlichen Fahrzeugen benutzte Wege. Am Parkplatz Wellenweg in Damme beginnt und endet ein rund um den See verlaufender Trimm-Dich-Pfad.
Am Ufer des Dammer Bergsees entlang verlaufen die Fernwanderwege Ems-Hase-Hunte-Else-Weg (174 km lang, von Lingen (Ems) nach Bad Rothenfelde) und der Pickerweg (118 km lang, von Wildeshausen nach Osnabrück).